# セルゲル法
セルゲル法（Cellgel Treatment、欧米ではDiscoGel、DiscoGel Injectionなどとも）とは、ヨーロッパを中心に世界の様々な国で導入されている先進的な腰痛と頚部痛の治療である。 
椎間板内に注入する薬剤が治療後にゲル状のインプラントとして残るため、椎間板を温存することが可能ある。 

## 歴史
セルゲル法で使用されるDiscoGelは2007年にフランスでGelscom社により開発された医療機器である。メーカー報告によると、31,000キット以上が世界中の医療機関に販売されている。
DiscoGelは2007年にCEマーキングを取得している。
DiscoGelによる椎間板の治療は2010年から行われている。フランスから始まり、ヨーロッパ、アジア、アメリカの様々な国々にも導入されている。日本では2018年より導入されており、現在日本でセルゲル法を受けられるのがまだ一施設にのみである。
日本では未承認の医療機器ですが、「医師等の個人輸入」により輸入することが可能です。厚生労働省は医薬品等の個人輸入は健康被害などの危険性がある事を強調しています。。
- DiscoGelは未承認の医療機器として医療広告ガイドラインに抵触しないよう、日本国内でセルゲル法（経皮的椎間板修復インプラントゲル治療術）という名称が使用されている可能性があります。

## DiscoGelについて
セルゲル法で使用されるDiscoGelの原料はエチルセルロースやタングステンである。
エチルセルロースは、綿の種子が原料で、リップグロス、マニキュア、ボディケア製品などの化粧品や、経口剤、外用剤、歯科外用剤・口中用剤などの医薬品に利用されている。エチルセルロースは水分を吸収し、固まるという性質をもっており、椎間板に注入すると、飛び出て神経を圧迫していたヘルニア部分が吸収されて引き込まれる。椎間板の中でエチルセルロースが固まることで、椎間板のクッション機能を補う。
タングステンはX線に反応するため、治療中や治療後でも薬剤が椎間板に入っていることが確認できる。また、タングステンは抗菌効果があり、細菌増殖を阻害し、椎間板内感染のリスクを低減できるとされている。

## 適応疾患・症状
＊軽い椎間板ヘルニアのみ
セルゲル法は軽い椎間板損傷が原因の腰や首の疾患に有効な治療法である。線維輪の亀裂が大きい脱出型の椎間板ヘルニア及び椎間板の高さが３分の２以上減っているような場合には適応でないと思われている。
例えば、腰やお尻が痛い、片足だけに痛みやしびれがある、足が痛い、腰やお尻がしびれる、しびれによる痛みがある、足がしびれる、しびれによる痛みがある、痛みで長時間立っていられない、痛みで長時間座れない、長い距離を歩くことができない、椎間板がMRIで黒く映っている、椎間板の水分が減ってしまっている、のような症状に有効だとされている。

### 椎間板損傷について
脊椎疾患の原因は様々ですが、中には椎間板の変性が大きく関係しているとされている。年齢とともに椎間板の水分が失われて弾力性がなくなり、変性が始まる。変性が進めば進むほど、ちょっとした刺激で椎間板の線維輪に亀裂が入り、椎間板が損傷していく。それで椎間板の機能が低下し、痛みやしびれなどの症状が現れてくる。
変性が進んだら、椎間板の中心にある髄核が線維輪の亀裂から外に飛び出していき、椎間板ヘルニアになる。ヘルニアが脊柱管を圧迫し、脊柱管狭窄症となる。また、椎間板のクッション機能が失われていけば、脊椎が不安定になったりずれてしまう（すべり症）こともある。

### 禁忌
- 遊離性椎間板ヘルニア
- 分離不安定性 (すべり症)
- 神経根管狭窄または脊柱管狭窄
- 無症状椎間板膨隆
- 未治療感染症/椎間板炎
- 出血性素因 (手術前矯正必要)
- 抗凝固薬治療 (手術前中止必要)
- 変形性椎間板症 2/3以上椎間板高さ減少伴う (重度の変性椎間板疾患)
- 同一レベル既往椎間板手術歴有する
- 妊娠
- 構成成分に対するアレルギー
- 重度のうつ病、
- その他痛みの解釈が困難な状態

### 作用機序
セルゲル法は、局所麻酔下で椎間板内に細い針を刺し、インプラント化するジェルを髄核中央付近に注入する。腰部の場合は後側方から、頸部の場合は前側方から施術が行われる。
エタノールは組織凝固壊死作用を有している。この治療は、エタノールの親水性（細胞膜が壊れ、穴があき、細胞内容物が漏れ出てくる）を利用して髄核の水分を吸収させることによって、椎間板ヘルニアを椎間板の中心へ引き寄せる減圧治療である。
ゲル化剤であるエチルセルロースは、純粋なエタノールで発生する硬膜外漏出のリスクを制限する機能があります。硬膜外に漏れ出た場合にエタノールによる組織損傷が生じ神経障害の原因となるため、内包物にタングステン粒子（金属粉末）を使用することで、椎間板内及び線維輪の亀裂を通過するゲルの進行をレントゲン透視で確認できるようになっています。
ディスコゲルは椎間板内にインプラントとして永久に残存します。

### セルゲル法のメリット
- 軽い椎間板ヘルニアの減圧が出来る

- 短時間の施術で入院が必要なく、日帰りで治療できる

- 外科手術後に痛みがとれなかった方や、再発してしまった場合でも治療を受けられる

- 高齢者でも治療を受けることができる

セルゲル法のデメリット
- 椎間板を修復することは出来ない
- 椎間板の亀裂を密封及び内部からの漏れを防ぐことはできない
- Disgogelに含まれている96%の純度のエチルアルコールは、髄核の局所的な壊死を引き起こし、それにより椎間板の自然老化が加速される
- 同じ場所に一回しか受けることは出来ない

## 期待できる効果
セルゲル法（DiscogGel）の臨床研究は矛盾した結果を示しており、利益相反の存在を示唆している可能性があります。テロン博士（Discogelの開発者）の研究は主に肯定的な結果を示していますが、フランスの別の研究グループによると治療失敗率は64%に達しています。Discogelの使用は最近、特にその発祥地であるフランスで減少しています。
- 2021年の症例報告によると、ディスコゲル(Discogel®) による経皮的治療後に、1 例の患者さんで足垂れが発生しました。[9]

- 2010年から2011年にかけてフランスのニオール病院で行われた単施設後ろ向き観察研究によると、DiscoGel®を使用した25人の患者のうち、16人（64％）がディスコゲル(Discogel®)治療を失敗と評価しました。この16人のうち、2人は二次治療を受けず、それぞれDiscoGel®治療を中等度または低評価しました。[10]

- 2007年セルゲル法（DiscogGel）の治療における世界的第一人者であるJ. Theron医師によると、腰椎椎間板ヘルニアで治療を受けた患者221例中202例（91.4%）は「非常に良い」「良い」結果が得られ、脊柱管狭窄症、椎間孔内ヘルニアなどの合併症があり、椎間板切除術とセルゲル法を受けた84％の患者、またセルゲル法と高周波治療を受けた82％の患者も「非常に良い」「良い」結果が得られたという。[11]

頸椎疾患に対する治療結果も良好で、89.5％の患者が治療に満足しているという。

## 副作用
- 治療で使用する局所麻酔のお薬が注射針に沿って拡散し、一時的に感覚運動障害などを引き起こす可能性がある。

- 治療後1週間前後で一時的に痛みの悪化が発生する可能性がある。

- DiscoGelが神経根に接触すると一過性の火傷のような感じをもたらす可能性がある。神経痛を伴う一時的な放射状の刺激が治療直後に現れる可能性がある。
- 治療後に椎間板の容積が大きく減少した場合には腰痛が悪化する可能性がある。
- 処置直後に、神経因性疼痛を伴う一過性の神経根刺激が現れることがある。
- 物質に対する全身性アレルギー反応の可能性がある。
- 治療後に椎間板炎および神経損傷が引き起こされることがある。
- 治療後に一過性の尿失禁現れることがある。
- 咽頭痛、一時的な排尿障害、アレルギー反応、椎間板炎が発生する可能性がある。

出典: DISCOGEL®製造元Gelscom社の公式ウェブサイト掲載の施術者向けユーザーガイド